# Власовка (Крым)
Вла́совка  (до 1948 года Каранки́; укр.  Власівка, крымскотат. Qaranki, Къаранки) — исчезнувшее село в Советском районе Республики Крым, располагавшееся на юго-западе района, в безымянной маловодной балке степного Крыма, примерно в 3 км к западу от современного села Новый Мир.

## История
Первое документальное упоминание села встречается в Камеральном Описании Крыма… 1784 года, судя по которому, в последний период Крымского ханства Каранкы входил в Кучук Карасовский кадылык Карасъбазарскаго каймаканства. После присоединения Крыма к России (8) 19 апреля 1783 года, (8) 19 февраля 1784 года, именным указом Екатерины II сенату, на территории бывшего Крымского Ханства была образована Таврическая область и деревня была приписана к Левкопольскому, а после ликвидации в 1787 году Левкопольского — к Феодосийскому уезду Таврической области. После Павловских реформ, с 1796 по 1802 год, входила в Акмечетский уезд Новороссийской губернии. По новому административному делению, после создания 8 (20) октября 1802 года Таврической губернии, деревня Каранки была включена в состав Урускоджинской волости Феодосийского уезда.
По Ведомости о числе селении, названиях оных, в них дворов… состоящих в Феодосийском уезде от 14 октября 1805 года , в деревне Караин числилось 5 дворов и 34 жителя. На военно-топографической карте генерал-майора Мухина 1817 года деревня Каранки обозначена с 7 дворами. После реформы волостного деления 1829 года Карики, согласно «Ведомости о казённых волостях Таврической губернии 1829 года», отнесли к Бурюкской волости (переименованной из Урускоджинской). На карте 1836 года в деревне 13 дворов. Затем, видимо, в результате эмиграции крымских татар, деревня заметно опустела и на карте 1842 года Каранки обозначены условным знаком «малая деревня» (это означает, что в ней насчитывалось менее 5 дворов).
В 1860-х годах, после земской реформы Александра II, деревню приписали к Шейих-Монахской волости. Согласно «Списку населённых мест Таврической губернии по сведениям 1864 года», составленному по результатам VIII ревизии 1864 года, Каранки — владельческая татарская деревня с 5 дворами, 22 жителями, сельской почтовой станцией и мечетью при колодцах. По обследованиям профессора А. Н. Козловского начала 1860-х годов, в селении «кроме солонцеватой воды из колодцев глубиною 2—4 сажени (от 4 до 8,5 м) другой воды не имеется». На трёхверстовой карте Шуберта 1865—1876 годов деревня Каранки обозначена также с 5 дворами. По «Памятной книге Таврической губернии 1889 года», включившей результаты Х ревизии 1887 года, в деревне Коранки числилось 6 дворов и 46 жителей. По «…Памятной книжке Таврической губернии на 1892 год» в безземельной деревне Коронки, не входившей ни в одно сельское общество, было 12 жителей, за которыми домохозяйств не числилось.
После земской реформы 1890-х годов деревню приписали к Андреевской волости. По «…Памятной книжке Таврической губернии на 1900 год» в деревне Каранки, входившей в Семенское сельское общество, числилось 188 жителей в 18 дворах. По Статистическому справочнику Таврической губернии. Ч.II-я. Статистический очерк, выпуск пятый Феодосийский уезд, 1915 год, в селе Каранки (арендаторов) Андреевской волости Феодосийского уезда числилось 38 дворов (все дворы безземельные) со смешанным населением без приписных жителей, но с 304 — «посторонних», из которых 155 мужчин и 149 женщин. Жители землёй не владели, в хозяйствах имелось 360 лошадей, 250 волов, 152 коровы и 421 голова мелкого скота.
После установления в Крыму Советской власти, по постановлению Крымревкома № 206 «Об изменении административных границ» от 8 января 1921 года была упразднена волостная система и село вошло в состав Ичкинского района Феодосийского уезда, а в 1922 году уезды получили название округов. 11 октября 1923 года, согласно постановлению ВЦИК, в административное деление Крымской АССР были внесены изменения, в результате которых округа были отменены, Ичкинский район упразднили, включив в состав Феодосийского в состав которого включили и село. Согласно Списку населённых пунктов Крымской АССР по Всесоюзной переписи 17 декабря 1926 года, в селе Каранки, Саурчинского сельсовета (в котором село состоит всю дальнейшую историю) Феодосийского района, числилось 76 дворов, из них 68 крестьянских, население составляло 334 человека, из них 327 русских и 7 белорусов, действовала русская школа I ступени. 15 сентября 1931 года Феодосийский район был упразднён, и село включили в состав Сейтлерского, а с образованием в 1935 году Ичкинского района> — в состав этого нового района. По данным всесоюзная перепись населения 1939 года в селе проживало 438 человек.
В годы Великой Отечественной войны, в феврале — апреле 1944 года, четверо подпольщиков, жителей села Каранки — Артём Новиков, Михаил Никифоров, его дочь Александра (1921 года рождения) и Иван Кузнецов, были арестованы и расстреляны гитлеровцами в селе Окречь. В апреле 1944 года погибшие были перезахоронены на кладбище села Каранки. В 1970-е годы на братской могиле учителями и учащимися Заветненской средней школы был установлен памятник.
В 1944 году, после освобождения Крыма от фашистов, 12 августа 1944 года было принято постановление № ГОКО-6372с «О переселении колхозников в районы Крыма» и в сентябре 1944 года в район приехали первые новоселы (180 семей) из Тамбовской области, а в начале 1950-х годов последовала вторая волна переселенцев из различных областей Украины. С 25 июня 1946 года селение в составе Крымской области РСФСР. Указом Президиума Верховного Совета РСФСР от 18 мая 1948 года Каранки переименовали во Власовку. 26 апреля 1954 года Крымская область была передана из состава РСФСР в состав УССР. Указом Президиума Верховного Совета УССР «Об укрупнении сельских районов Крымской области» от 30 декабря 1962 года Советский район был упразднён, и село присоединили к Нижнегорскому району. 8 декабря 1966 года Советский район был восстановлен, и село вновь включили в его состав. Решением Крымского облисполкома от 16 сентября 1986 года село было снято с учёта, но было учтено в переписи 1989 года в селе, согласно которой жителей не числилось.

### Динамика численности населения
| - 1805 год — 34 чел. - 1864 год — 22 чел. - 1889 год — 46 чел. - 1892 год — 12 чел. - 1900 год — 188 чел. | - 1915 год — 0/304 чел. - 1926 год — 334 чел. - 1939 год — 438 чел. - 1989 год — 0 чел. |